# خلنج حلو
خلنج حلو (الاسم العلمي:Erica dulcis) هو نوع من النباتات يتبع جنس الخلنج من الفصيلة الخلنجية.